# 酒田歩
酒田 歩（さかた あゆみ、1985年 - ）は、日本の漫画家。北海道江別市出身。

## 経歴
- 2007年 - 第79回新人漫画賞にて「RAIL 向こう側の彼女」により特別奨励賞を受賞。
- 2008年 - 第80回新人漫画賞にて「おしい奴あのコ」により佳作を受賞。『マガジンSPECIAL』9月号に同作が掲載され、デビュー。
- 2009年 - 『マガジンSPECIAL』5号から『らっけい』を連載。

## 人物
- 非農家に生まれたが、牛は子供のころから自宅近くで放牧される姿を見て育った。
- 大学時代は道内の「道の駅」を巡って乳製品を探すサイト「モーモーラリー」を開設した。
- 農業に関心ある編集者に「牛が描けそう」と見込まれ、市内の私立酪農学園大学附属とわの森三愛高等学校に通い、酪農施設や道具類、搾乳の作業風景など取材を重ねた。

## 作品
- らっけい（マガジンSPECIAL、未単行本化）